# Mentorstvo
Mentorstvo se odnosi na visoko individualizovan proces učenja i predstavlja jedan od najkvalitetnijih oblika pedagoške interakcije između onoga ko podučava i njegovog učenika. Mentorstvo je integralni segment formalnog procesa obrazovanja. Pružalac usluge mentorstva se naziva mentor, a primalac je mentorisano lice, menti (od engl. mentee). Standardni pogled na mentorstvo podrazumeva iskusnijeg, starijeg mentora i mlađeg mentija koji treba da savlada nova znanja i veštine u datoj oblasti. Posebnu primenu mentori imaju u akciono - refleksivnom učenju, jednom od najsavremenijih pedagoških pristupa.
Termin mentor vodi svoje poreklo iz grčke mitologije. U Homerovoj Odiseji, Mentor je bio prijatelj kojem Odisej odlazeći u Trojanski rat poverava staranje o svojoj porodici i imovini a koji potom postaje i vaspitač i savetnik Odisejevog sina Telemaha. U ovoj priči možemo već uvideti veliki značaj mentora.
Mentorstvo nije samo odnos nastavnika i đaka ili studenta koji se odvija u obrazovnom sistemu, već je širi pojam i podrazumeva odnos mentora i mentorisanog u kontekstu pripreme za rad u bilo kom polju, uključujući obuku za posao.  Mentorstvo je izazovan zadatak budući da je reč o jedinstvenom i personalnom odnosu koji zahteva planski pristup i određenu tehniku. Mentorski program može trajati par meseci, ali i više godina. 

## Oblici i karakteristike mentorstva
U savremenom obrazovnom kontekstu postoji više oblika mentorstva, pri čemu je osnovni oblik „jedan na jedan“. Primenjuje se posebno na višim nivoima formalnog školovanja, a vrhunac dostiže tokom postdiplomskih studija, posebno kod doktorskih i posledoktorskih studija. U kontekstu poslovnih škola, mentorstvo se daleko manje primenjuje kao pedagoška metoda i smatra se retkošću. Međutim, najagilnije poslovne škole su počele da ga primenjuju u programima kao što je Master poslovne administracije (MBA). Pored individulanog odnosa mentora i mentorisnog postoji i mentorstvo pojedinca sa grupom, kao i grupe mentora sa grupom mentija. Sa razvojem obrazovnih tehnologija neposredni kontakti bivaju prošireni ne „e-mentorstvo“. Mentorstvo može biti neformalno i formalizovano kroz institucionalni odnos.
Neke od ključnih karakteristika mentorstva podrazumevaju:
- Lični odnos, označava da je svaki proces mentorstva jedinstven i da je određen u velikoj meri ličnostima mentora i mentorisanog lica
- Dinamičan odnos, recipročan i obogaćen emocijama
- Proces dugotrajne interakcije, nije jednokratni susret već traje duži vremenski period
- Cilj, učenje i razvoj mentorisanog, odnosno sticanje kompetencija pomoću kojih se mogu otkriti svi potencijali i omogućiti samostalno obavljanje zadataka
- Lojalnost, u poslovanju je mentorstvo je najefikasniji način podučavanja jer omogućava razvoj lojalnosti novih zaposlenih prema kolegama i organizaciji za koju rade ili studenata / učenika prema instituciji

Glavni ciljevi mentorstva se mogu svrstati u dva glavna domena:
- Karijerne funkcije, usmerene su na izgradnju stručnjaka i na njihov profesionalni razvoj i napredovanje u karijeri
- Psiho - socijalne funkcije, usmerene su na psihosocijalni razvoj ličnosti

Faktori kvalitetnog mentorstva:
- Razumevanje prirode procesa učenja i sposobnost da se odaberu odgovarajuće metode za dostizanje postavljenih ciljeva
- Kvalitet komunikacije mentora i mentorisanog, posebno aktivno slušanje ili davanje povratne informacije)

Mentori spajaju  dva faktora u odnosu sa mentorisanima i u velikoj meri su zaslužni za formiranje šireg pogleda na svet, sistema vrednosti, usvajanje obrazaca samo-regulacije, odnosa prema sebi i drugima, odnosa prema problemima i drugim životnim preprekama, posebno sa mlađim mentijima. Efikasni i etični mentori rade u korist mentorisanih vodeći računa o dobrobiti pojedinaca, kao i dobrobiti organizacije ili profesije za koju ih spremaju.
Aktivnosti koje obavlja mentor podrazumevaju razvijanje odnosa sa mentorisanim i upravljanje odnosom, analizu okruženja za moguće prepreke ili pogodne prilike, obezbeđivanje resursa i mogućnosti za razvoj mentorisanog, postavljanje ciljeva sa mentorisanim, praćenje napretka i pravovremeno davanje kompletne povratne informacije. Pored toga mentor podučava, vodi proces i savetuje, pomaže u rešavanju problema, daje podršku i održava motivaciju mentorisanog i služi kao inspiracija.
U savremenom poslovanju se u poslednjih decenija pojavio koučing i  kao proces organizacionog razvoja, donekle sličan mentorstvu. Radi se o tipu stručne podrške za razvoj pojedinaca ili grupa, ali se on odvija izvan obrazovnog sistema i uglavnom unutra kompanija i drugih organizacija. Razlike između mentorstva i koučinga su razmatrane u literaturi na različite načine, ali se najviše odnose na ciljeve, dužinu trajanja, strukturisanost procesa, fokusiranost i ostvarenu bliskost učesnika programa koučinga.

## Razvoj kompetencija mentora
Da bi se osigurao kvalitet mentora njihova obuka je proces stalnog usavršavanja. 
Podučavanje je postalo izuzetno kompleksno i višestruko je proširen repertoar nastavničkih aktivnosti koje se mogu očekivati. Ovo je nastalo kao posledica razvoja nauke o podučavanju i dominantne paradigme, razvoja obrazovne tehnologije i zahteva za prilagođavanjem nastave potrebama učenika koji dolaze iz različitih socio - kulturnih sredina ili poseduju određene poteškoće ili smetnje u razvoju.
Oni nastavnici koji realizuju nastavu koja je orijentisana na učenika, istovremeno su i bolji mentori jer imaju razvijenu osetljivost za razumevanje pozicije drugoga. Kada je nastavnik u situaciji da bude mentor odrasloj osobi, kompetencije koje praktikuje u radu sa učenicima se moraju dopuniti dodatnim obukama.
Na osnovu pozitivnih efekata koje pruža postoji težnja da se od mentorstva, kao jedne od usputnih nastavničkih aktivnosti, napravi specijalna profesionalna aktivnost nastavnika. Zato je neophodna posebna obuka za ulogu mentora, kao i posvećivanje više pažnje mentorstvu kao važnom pedagoško - istraživačkom pitanju. Razvoj kompetencija nastavnika u koje spada i kompetencija za mentorstvo se mora održavati u uslovima u kojima svi moraju shvatiti koliko je podučavanje složeno i da je neophodno često preispitivanje, analiza, sinteza, primena i vrednovanje intervencija od strane mentora u različitim kontekstima.